# نبع العرعار
نبع العرعار، نبع يقع في فوق قرية بعبدات في المتن الشمالي في لبنان. وهو أحد منابع نهر بيروت. 
وقديما تم جرّ مياهه إلى قناطر الست زبيدة من أجل تزويد بيروت بالمياه.

## معنى الاسم
قد يكون الاسم أساسه سريانيا ومعناه (نبع العُرعُرة) بضم العين، وعُرْعُرَةُ كلِّ شيءٍ : أي أَعلاهُ

## الآثار القديمة
يوجد بقايا لآثار هيكل أو معبد لآلهة الكنعانيين، وذلك في قبو نبع العرعار.